# القاع (مسلسل)
القاع (بالتركية: Dip)‏ مسلسل تلفزيوني تركي عُرض لأول مرة في 30 مارس 2018 من بطولة الممثل إيلكر قلعلي والممثلة نسليهان أتاغول، وانتهى المسلسل في الحلقة الثامنة بتاريخ 30 مارس 2018.

## قصة المسلسل
إيلكر كاليلي سيجسد دور الطبيب النفسي «ساهر» الذي يعمل مع تعاون مركز أمن إسطنبول، مهمته أن يجعل المقدمين على الانتحار يتراجعون عنه.
وفي يوم من الأيام يجد «بيلجي» من خلال خبر وصله على هاتفه.
بيلجي امرأة علم غامضة وحياتها مليئة بالأسرار ستفتح أمام ساهر أبواب جديدة وخطرة منذ مصادفتها له، وكل سر سيصادفونه سيقودهم إلى سر أخطر، سيساندان بعضهما البعض في هذه المرحلة المليئة بالغموض والأسرار.

## أبطال المسلسل
| اسم الممثل     | دوره     | حلقة الظهور | معلومات                                                                                         |
| -------------- | -------- | ----------- | ----------------------------------------------------------------------------------------------- |
| إيلكر كاليلي   | ساهر كان | 1           | ناجح بعمله ويستطيع جعل الأشخاص المتمسكين بالانتحار يتراجعون عن ذلك ويذهب لأماكن الحوادث بدراجته |
| نسليهان أتاغول | بيلجي    | 1           | هكر تستطيع بسهولة فكّ شفرات خاصة، وستجد أثر لوالدها الذي تعتقد إنه توفي                          |
| براق توزن آتاج | أكين     | 1           | زوجة ساهر وستظهر بدور مفاجئ ومعاكس                                                              |